# Holophaea cardinalis
Holophaea cardinalis är en fjärilsart som beskrevs av Rothschild 1911. Holophaea cardinalis ingår i släktet Holophaea och familjen björnspinnare. Inga underarter finns listade i Catalogue of Life.